# Щекотово (Московская область)
Щекотово — деревня в Волоколамском районе Московской области России, входит в состав сельского поселения Спасское. Население — 5 чел. (2010).

## География
Деревня Щекотово расположена на западе Московской области, в юго-западной части Волоколамского района, примерно в 12 км к югу от города Волоколамска, на правом берегу реки Щетинки бассейна Рузы. В деревне 9 улиц — Восточная, Зелёная, Кленовая, Лесная, Липовая, Луговая, Озёрная, Полевая и Центральная. Ближайшие населённые пункты — деревни Ивановское, Клишино, Скорякино и Милованье.

## Население
| 1859 | 1890 | 1899 | 1926 | 2002 | 2006 | 2010 |
| ---- | ---- | ---- | ---- | ---- | ---- | ---- |
| 288  | ↘203 | ↘130 | ↗191 | ↘3   | ↘2   | ↗5   |

## История
Деревня упоминается в грамотах 1504 и 1532 годов.
В «Списке населённых мест» 1862 года Щекотово (Щекутова) — казённая деревня 1-го стана Рузского уезда Московской губернии по левую сторону дороги из города Можайска в город Волоколамск, в 37 верстах от уездного города, при колодце, с 45 дворами и 288 жителями (136 мужчин, 152 женщины).
По данным на 1890 год — деревня Судниковской волости Рузского уезда с 203 душами населения.
В 1913 году — 43 двора.
В 1919 году включена в состав Осташёвской волости Волоколамского уезда.
По материалам Всесоюзной переписи населения 1926 года — центр Щекотовского сельсовета Осташёвской волости Волоколамского уезда в 10 км от Осташёвского шоссе и 15 км от станции Волоколамск Балтийской железной дороги. Проживал 191 житель (72 мужчины, 119 женщин), насчитывалось 42 крестьянских хозяйства.
С 1929 года — населённый пункт в составе Волоколамского района Московского округа Московской области. Постановлением ЦИК и СНК от 23 июля 1930 года округа как административно-территориальные единицы были ликвидированы.
1929—1939 гг. — деревня Клишинского сельсовета Волоколамского района.
1939—1954 гг. — деревня Клишинского сельсовета Осташёвского района.
1954—1957 гг. — деревня Спасского сельсовета Осташёвского района.
1957—1963, 1965—1968 гг. — деревня Спасского сельсовета Волоколамского района.
1963—1965 гг. — деревня Спасского сельсовета Волоколамского укрупнённого сельского района.
1968—1972 гг. — деревня Горбуновского сельсовета Волоколамского района.
1972—1994 гг. — деревня Кармановского сельсовета Волоколамского района.
1994—2006 гг. — деревня Кармановского сельского округа Волоколамского района.
С 2006 года — деревня сельского поселения Спасское Волоколамского муниципального района Московской области.